# Barawucha
Barawucha (biał. Баравуха) – osiedle typu miejskiego na Białorusi, w obwodzie witebskim w rejonie połockim, niedaleko Nowopołocka, około 5,5 tys. mieszkańców (2010).
Znajduje tu się stacja kolejowa Barawucha, położona na linii Witebsk–Dyneburg. 

## Historia
W 1916 na stacji pracował Janka Kupała, o czym obecnie przypomina tablica pamiątkowa na budynku stacyjnym.
Podczas okupacji hitlerowskiej, we wrześniu 1941 roku Niemcy utworzyli getto dla żydowskich mieszkańców. Przebywało w nim około 150 osób. 13 stycznia 1942 roku Niemcy zlikwidowali getto, a Żydów zamordowali w pobliskim rowie przeciwczołgowym. Sprawcami zbrodni byli Niemcy dowodzeni przez porucznika Kremera oraz białoruska policja pod kierownictwem Andrieja Markina. 
W miejscowości stacjonowały wojska powietrznodesantowe ZSRR, otaczają je 3 jeziora, z czego w jednym obowiązuje zakaz kąpieli. Garnizon znany także pod nazwą Borowucha-1.